# Resolució 1484 del Consell de Seguretat de les Nacions Unides
La Resolució 1484 del Consell de Seguretat de les Nacions Unides fou adoptada per unanimitat el 30 de maig de 2003. Després de recordar les resolucions anteriors sobre la situació a la República Democràtica del Congo, el Consell va autoritzar l'Operació Artemis a Bunia, la capital d'Ituri, enmig de la situació de deteriorament de la seguretat a la zona.
Com a part del conflicte d'Ituri, les milícies Lendu i hema estaven lluitant pel control de la ciutat després que les tropes d'Uganda es van retirar arran de la signatura de un acord de pau i la policia congolesa va fugir. Durant els debats sobre el desplegament d'una força internacional, els diplomàtics del Consell van tenir en compte la repetició del genocidi de Ruanda el 1994. Després es va acordar una força dirigida per francesos.

## Resolució

### Observacions
El Consell de Seguretat estava decidit a promoure el procés de pau congolès, inclòs l'establiment d'un govern de transició inclusiu. Hi havia preocupació pels combats a la regió d'Ituri a l'est de la República Democràtica del Congo i la situació humanitària a la ciutat de Bunia. A més, era urgent una base segura que permetés funcionar a l'administració provisional d'Ituri.
El preàmbul de la resolució també va elogiar a la Missió de les Nacions Unides a la República Democràtica del Congo (MONUC) pels seus esforços per estabilitzar la situació a Bunia i Ituri, en particular l'actuació d'un contingent d'Uruguai (aviat se li va unir una força de Bangladesh). Va deplorar els atacs a la MONUC i la consegüent pèrdua de vides. La determinació de la situació és una amenaça per a la pau i la seguretat internacionals a la regió, el Consell va examinar les sol·licituds de la República Democràtica del Congo, parts d'Ituri, Ruanda i Uganda per desplegar una força multinacional a Bunia.

### Actes
Actuant sota el Capítol VII de la Carta de les Nacions Unides, el Consell va autoritzar el desplegament d'una força multinacional temporal a Bunia per treballar en estreta coordinació amb la MONUC fins l'1 de setembre de 2003. Va ser mandat per assistir al contingent MONUC ja a Bunia; estabilitzar la situació de seguretat; millorar la situació humanitària; protegir l'aeroport de Bunia i els desplaçats interns; i contribuir a la protecció de la població civil, el personal de les Nacions Unides i el personal humanitari. Va subratllar la naturalesa temporal de la força per permetre que la presència de la MONUC es reforci a Bunia a mitjans d'agost de 2003. Tots els estats participants en la força van ser autoritzats a utilitzar totes les mesures necessàries per complir el seu mandat.
Es va convidar a la comunitat internacional a contribuir a la força multinacional a través de la provisió de personal, equips, suport logístic i financer. La resolució exigia que les parts del conflicte a la regió d'Ituri acabessin immediatament amb les hostilitats i condemnessin amb fermesa els assassinats deliberats de la MONUC i el personal humanitari, reiterant la necessitat de respectar el dret internacional humanitari. A més, el Consell va exigir que totes les parts congoleses i els estats a la regió dels Grans Llacs d'Àfrica respectin els drets humans, finalitzin el suport als grups armats i les milícies i cooperin amb la força internacional i la MONUC a Bunia.